# Gunnar Wahlroos
Gunnar Achilles Hermansson Wahlroos, född 7 februari 1890 i Mouhijärvi i Finland, död 24 augusti 1943, var en finländsk arkitekt. 
Gunnar Wahlroos var son till landsfiskalen Herman Alexander och Selma Wahlroos. Efter studentexamen 1910 studerade han vid Ateneum 1912–1913 och utexaminerades som arkitekt 1916. 
Hans mest kända byggnader är Martinskyrkan i Åbo (ritad tillsammans med Totti Sora) och Biskopshuset i Tammerfors.
Han var gift med Vera von Hertzen och far till Caje Huss.

## Verk i urval
- Trapporna på Harjukullen i Jyväskylä, 1925
- Byggnader för Crichton-Vulcan i Åbo, bland andra kontorshuset Vita huset, 1937
- Martinskyrkan i Åbo, 1933 (tillsammans med Totti Sora)
- Biskopshuset i Tammerfors, 1936–1938
- Oy Gasaccumulator Ab:s fabriksbyggnader i Tammerfors och Viborg, 1936–1938
- Övertorneå kyrka, Övertorneå i Finland, 1940

## Bildgalleri

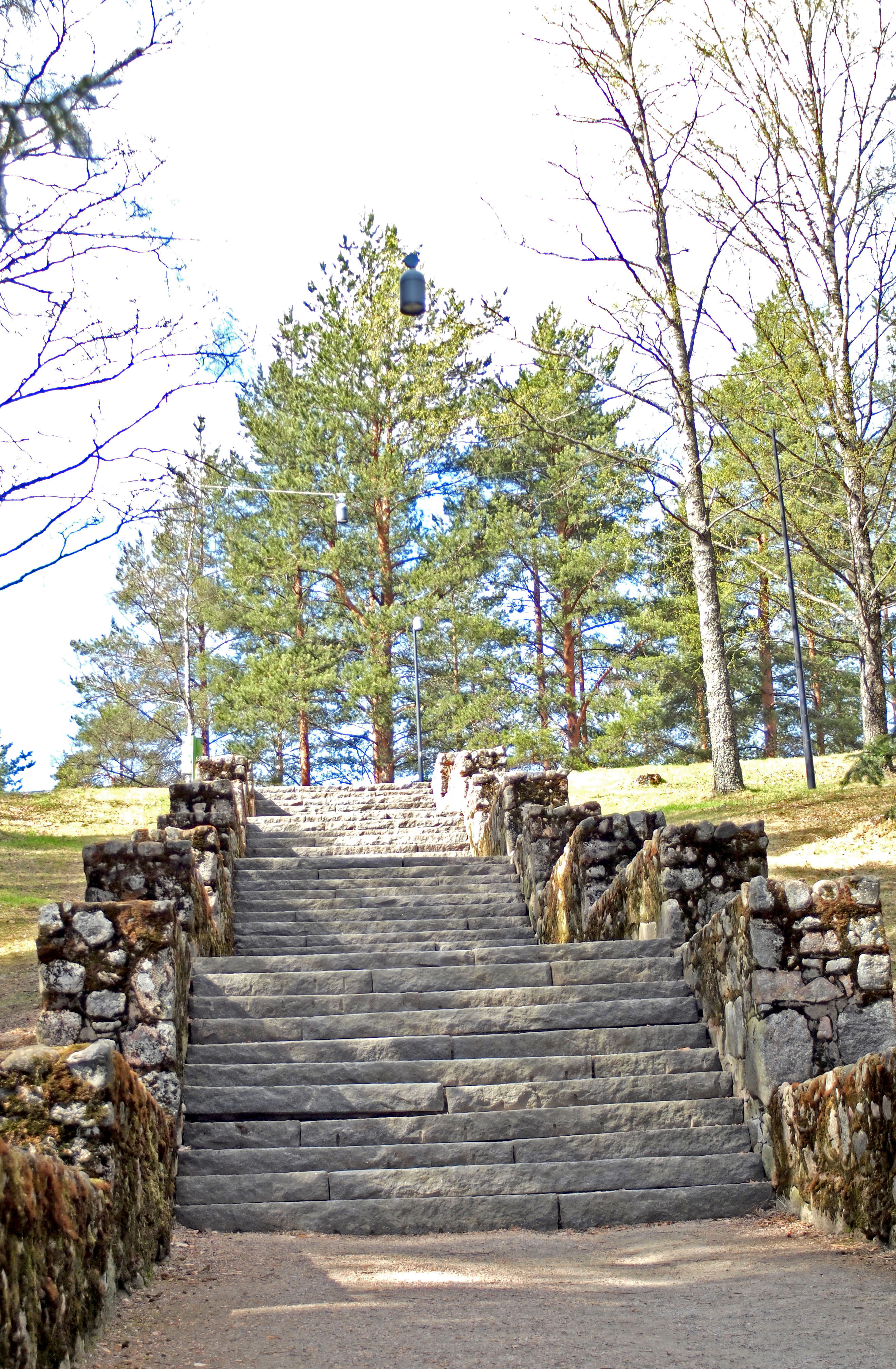
Trapporna på  Harjukullen i Jyväskylä
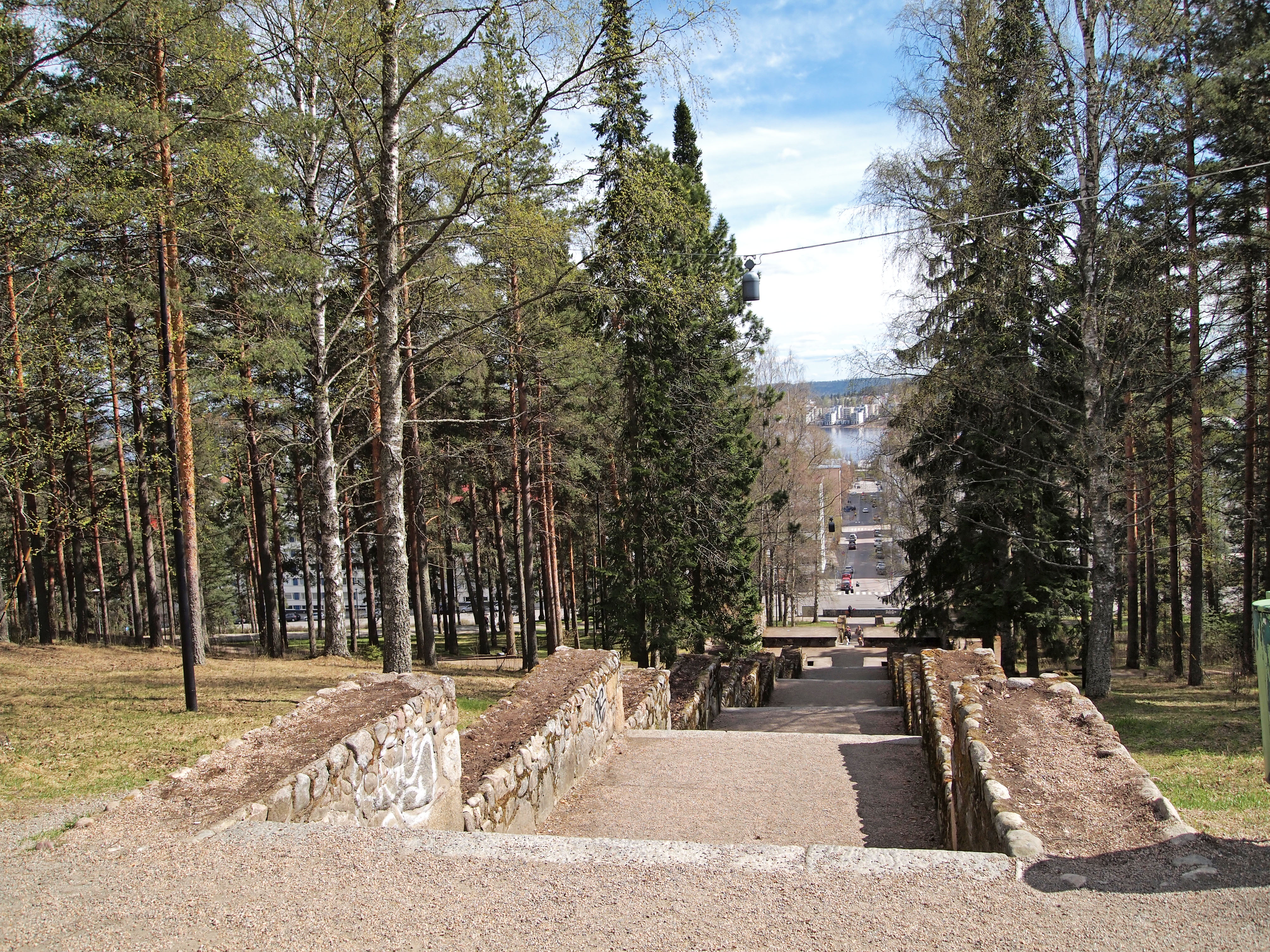
Trapporna på  Harjukullen i Jyväskylä
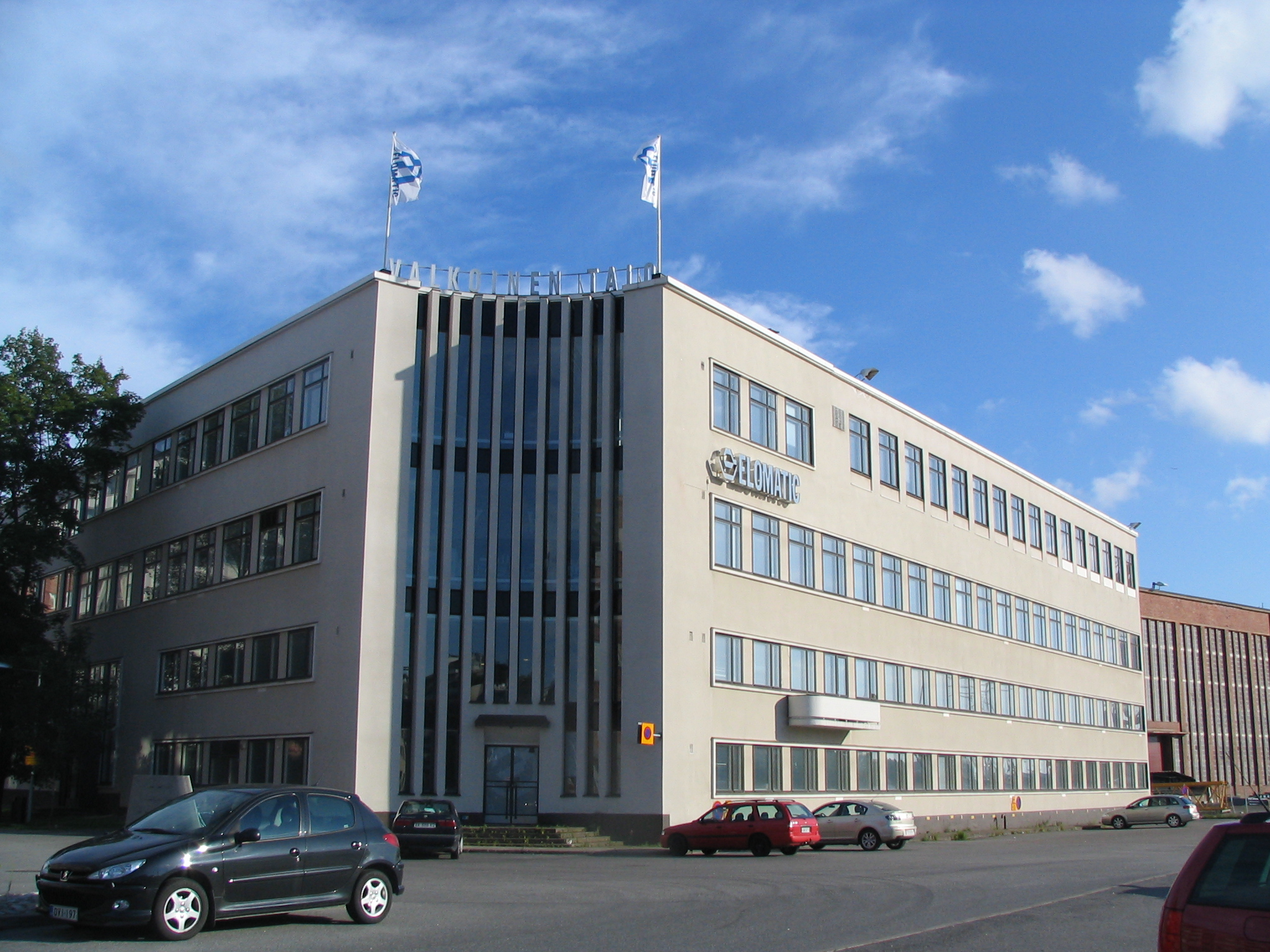
Vita huset  i Åbo